# Masacre de Aguas Blancas
La Masacre de Aguas Blancas fue un crimen de Estado ocurrido el 28 de junio de 1995 cometido por la policía del estado mexicano de Guerrero en el vado de Aguas Blancas (municipio de Coyuca de Benítez, región de la Costa Grande).

## Antecedentes
En mayo de 1995 la Organización Campesina de la Sierra del Sur presentó ante el entonces gobernador del estado de Guerrero, Rubén Figueroa Alcocer, el pliego petitorio incluida la salida del ejército y la policía de la sierra. La respuesta fue un aumento en despliegue militar. El 24 de mayo, quien fuese el vocero, Gilberto Romero Vázquez, desapareció.

## Sucesos
El 28 de junio de 1995 un grupo de campesinos de la Organización Campesina de la Sierra del Sur se dirigían rumbo a Atoyac de Álvarez cuando fueron detenidos por un retén de la Policía Judicial del estado de Guerrero en el vado de Aguas Blancas. Al momento de pedir que bajaran, elementos de la policía realizaron disparos contra los campesinos, y dejaron un saldo de 17 personas muertas y 23 gravemente heridas.
Inicialmente fue reportado por la policía como una defensa ante la agresión de un grupo armado; sin embargo, un video difundido muestra que no existió un ataque, los campesinos iban desarmados y fueron agredidos sin oponer resistencia.

## Consecuencias
El entonces gobernador Rubén Figueroa Alcocer pidió licencia definitiva de su cargo. Un año después de los eventos, el 28 de junio de 1996, hizo su aparición pública el Ejército Popular Revolucionario.